# Fine Before You Came
I Fine Before You Came sono un gruppo musicale emo-core italiano formatosi a Milano nel 1999.

## Storia
Il gruppo nasce nel 1999 ispirandosi ai gruppi della scena emo statunitense che orbitavano intorno alle etichette indipendenti Jade Tree Records, Polyvinyl Record e Revelation Records (in particolare i Promise Ring, i Sense Field, i Texas is the Reason, i The Get Up Kids, i Braid, e i Mineral). Il nome del gruppo invece è tratto dal verso del brano Don't Make Me Walk My Own Log dall'album Sultans of Sentiment dei The Van Pelt che recita «We were fine before you came».
I membri del gruppo hanno citato tra i loro riferimenti anche i gruppi italiani della Green Records che definiscono «un faro»: i With Love, i Mourn, i Burning Defeat e soprattutto gli Eversor. I Fine Before You Came riescono ad ottenere il loro primo contratto discografico proprio con questa etichetta consegnando durante un concerto degli Eversor un'audiocassetta con i loro demo al bassista Marco Morosini, il quale li fa ascoltare al fondatore dell'etichetta Giulio Repetto. Oltre ai gruppi di questa etichetta menzionano tra le ispirazioni anche i Kina, gli Indigesti, i Frammenti, i NuvolaBlu, i Concrete e i Negazione.
Nel 2001 il gruppo esordisce con l'EP Cultivation of Ease di cui la Green Records pubblica un esiguo numero di copie.
Nel 2003 la medesima etichetta ristampa il primo EP in contemporanea con la pubblicazione del primo LP It All Started in Malibù. La versione vinile di quest'ultimo disco viene affidata invece all'etichetta tedesca Strange Fruit.
L'album omonimo viene pubblicato e distribuito nel 2006 da I Dischi de L'Amico Immaginario/Black Candy/Audioglobe. Il disco è un concept album a cui viene affiancata un'opera visiva in tre capitoli diretta dall'artista Antonio Rovaldi.
Nel 2009 il gruppo passa a La Tempesta Dischi ed esce, volutamente senza promozione e distribuzione nei negozi, il loro primo album cantato in lingua italiana, Sfortuna (riportato anche come S f o r t u n a), contemporaneamente alla sua versione digitale in formato mp3 gratuita. L'edizione in vinile è a cura di Triste Records, mentre l'edizione in audiocassetta è a cura dell'etichetta napoletana Ammagar..
L'album riceve consensi positivi da parte della critica italiana, tanto che nel 2011 la rivista Il Mucchio Selvaggio lo inserisce tra i 50 album fondamentali del rock italiano degli anni 2001-2010. Sul sito storiadellamusica.it Sfortuna si aggiudica il 12º posto tra i migliori album del 2009.
Inoltre la prima traccia dell'album, Lista, fa da colonna sonora per il trailer del film Genova - Un luogo per ricominciare.
Nel 2009 il frontman Jacopo Lietti forma con Tommaso, chitarrista dei Dummo, Giacomo, batterista degli Hot Gossip e Violetta, bassista delle Aghata la band Verme. Sempre Jacopo nel 2011 collabora con i Gazebo Penguins per l'album Legna (To Lose La Track), facendo da vocalist per la traccia Senza di te.
Il 22 gennaio 2012 viene pubblicato da La Tempesta Dischi il quarto album Ormai, reso disponibile in download digitale gratuito dall'etichetta stessa. Originariamente le sette tracce che lo compongono dovevano essere destinate ad una serie di 7" chiamati Sasso Carta Forbice. Per l'occasione Il Mucchio Selvaggio dedica al gruppo la copertina.
Il 6 giugno 2013 pubblicano a sorpresa un EP di 5 tracce chiamato Come fare a non tornare, disponibile in free download sul sito della band e in edizione vinile e CD edito da La Tempesta.
il 28 febbraio 2017 pubblicano un album di 7 tracce chiamato Il numero sette.
il 28 febbraio 2021 pubblicano un album di 7 tracce chiamato Forme complesse.

## Formazione[3]
- Jacopo Lietti – voce (1999–presente)
- Mauro Marchini– chitarra (1999–presente)
- Marco Monaci – chitarra (1999–presente)
- Marco Olivero – basso (1999–presente)
- Filippo Rieder – batteria (1999–presente)

## Discografia

### Album in studio
- 2003 – It All Started in Malibù (Green Records/Strange Fruit)
- 2006 – Fine Before You Came (I Dischi de L'Amico Immaginario/Black Candy/Audioglobe)
- 2009 – Sfortuna (La Tempesta Dischi/Triste/Ammagar)
- 2012 – Ormai (La Tempesta Dischi)
- 2017 – Il numero sette (Legno)
- 2021 – Forme complesse (Legno)

### Album dal vivo
- 2015 – Teatro Altrove, Genova 29.01.2015 (Legno / Secret Furry Hole)

### EP
- 2001 – Cultivation of Ease (Green Records)
- 2002 – Fine Before You Came / Mrs. Fletcher (Heartfelt Records) (Split EP con i Mrs. Fletcher)
- 2005 – Split  (To Lose La Track) (Split EP con gli As A Commodore)
- 2013 – Come fare a non tornare (La Tempesta Dischi)
- 2014 – Quassù c'è quasi tutto (Legno)
- 2023 – Ti canto/Quando non c'è nessuno